# Список глав Сомалиленда
Список глав Сомалиленда включает лиц, являвшихся главой государства не признанной международным сообществом Республики Сомалиленд после провозглашения ею независимости от Сомали в 1991 году. Также рассмотрено существовавшее недолгое время в июне 1960 года Государство Сомалиленд, провозгласившее свою независимость от Британской колониальной империи и объединившееся впоследствии с итальянской подопечной территорией Сомали в независимую и международно признанную Сомалийскую Республику.
В настоящее время главой государства и правительства является Президент Республики Сомалиленд (сомал. Madaxweynaha Jamhuuriyadda Soomaaliland). Согласно действующей редакции конституции, президент избирается всенародным голосованием на 5 лет с правом однократного переизбрания. Глава государства является гарантом нормального и непрерывного функционирования государственных органов, национальной независимости и территориальной целостности, следит за сохранением и уважением национального суверенитета как внутри страны, так и за её пределами, является гарантом национального единства. В случае вакантности поста обязанности президента исполняет вице-президент.
Использованная в первом столбце таблиц нумерация является условной; также условным является использование в первом столбце цветовой заливки, служащей для упрощения восприятия принадлежности лиц к различным политическим силам без необходимости обращения к столбцу, отражающему партийную принадлежность. Наряду с партийной принадлежностью, в столбце «Партия» также отражён беспартийный статус персоналий. В столбце «Выборы» отражены состоявшиеся выборные процедуры или иные основания получения полномочий. Для удобства список разделён на принятые в историографии периоды истории страны. Приведённые в преамбулах к каждому из разделов описания этих периодов призваны пояснить особенности её политической жизни.

## Государство Сомалиленд (1960)
Территория современного Сомалиленда являлась протекторатом Британской колониальной империи с 1887 года. В 1947 году на основе ранее существовавшего Национального общества Сомалиленда была создана политическая партия — Сомалийская национальная лига (СНЛ), призывавшая к ликвидации колониального режима и выводу британских войск. В 1957 году по Британскому Сомали прокатилась волна демонстраций с требованием независимости и объединения всех сомалийских территорий в единое федеративное государство. В феврале 1960 года на выборах в Законодательный совет победу одержали СНЛ и Сомалийская объединённая партия, потребовавшие предоставления стране независимости. 26 июня Британское Сомали было провозглашено независимым Государством Сомалиленд (англ. State of Somaliland). Премьер-министром и одновременно главой государства стал Мухаммед Хаджи Ибрагим Эгаль. 1 июля независимость получила подопечная территория Сомали, находившаяся под итальянским управлением. В этот же день произошло объединение двух стран в Сомалийскую Республику. Эгаль ненадолго занял пост главы правительства нового государства.
|        | Портрет | Имя (годы жизни)                                                         | Полномочия   | Полномочия  | Партия                        | Выборы | Наименование должности                                                                 | Пр.         |
| Начало | Портрет | Имя (годы жизни)                                                         | Окончание    |             | Партия                        | Выборы | Наименование должности                                                                 | Пр.         |
| ------ | ------- | ------------------------------------------------------------------------ | ------------ | ----------- | ----------------------------- | ------ | -------------------------------------------------------------------------------------- | ----------- |
| 1 (I)  |         | Мухаммед Хаджи Ибрагим Эгаль (1928—2002) англ. Mohamed Haji Ibrahim Egal | 26 июня 1960 | 1 июля 1960 | Сомалийская национальная лига | 1960   | Премьер-министр Государства Сомалиленд англ. Prime Minister of the State of Somaliland | [ 5 ] [ 6 ] |

## Республика Сомалиленд (с 1991)
6 апреля 1981 года в Лондоне было образовано Сомалийское национальное движение (СНД), ставшее крупнейшим партизанским движением в борьбе за независимость Сомалиленда. 27 января 1991 года в ходе восстания Объединённого сомалийского конгресса (ОСК) президент Сомали Сиад Барре после потери правительством контроля над Могадишо был вынужден бежать с остатками своей армии из столицы. Власть перешла в руки ОСК. Между тем в Бербере с 15 по 27 февраля проходила мирная конференция для установления доверия между кланом исаак и прочими кланами, принявшими в войне за независимость региона сторону правительства. Боевые действия на севере Сомали окончились. Следующим шагом стала «Великая конференция северных кланов», проходившая в Буръо с 27 апреля по 18 мая с целью окончательного установления мира на севере. В ходе переговоров было решено объявить полную независимость от Сомали в границах бывшего Государства Сомалиленд. 18 мая СНД объявило о независимости Республики Сомалиленд (сомал. Jamhuuriyadda Soomaaliland) и о формировании временной администрации под руководством СНД, в соответствии с которой Абдирахман Ахмед Али Туур был избран президентом сроком на два года.
С января по май 1993 года в Бораме проходила конференция старейшин сомалийских кланов. Её целью были учреждение двухпалатного законодательного органа и избрание нового президента страны, в результате чего был избран второй президент Сомалиленда Мухаммед Хаджи Ибрагим Эгаль, бывший премьер-министр Государства Сомалиленд. Эгаль позже был переизбран на второй срок в 1997 году. В августе 2000 года правительство Эгаля распространило по всему Сомалиленду тысячи экземпляров предлагаемой конституции для рассмотрения и обсуждения населением. Один из важнейших пунктов конституции предусматривал ратификацию провозглашённой в 1991 году независимости и окончательного отделения Сомалиленда от Сомали, что означало восстановление независимости страны с 1960 года. В конце марта 2001 года Эгаль назначил дату конституционного референдума на 31 мая. 97,1 % из проголосовавших одобрили проект конституции.
|            | Портрет     | Имя (годы жизни)                                                                         | Полномочия      | Полномочия      | Партия                                      | Выборы | Наименование должности                                                         | Пр.         |
| Начало     | Портрет     | Имя (годы жизни)                                                                         | Окончание       |                 | Партия                                      | Выборы | Наименование должности                                                         | Пр.         |
| ---------- | ----------- | ---------------------------------------------------------------------------------------- | --------------- | --------------- | ------------------------------------------- | ------ | ------------------------------------------------------------------------------ | ----------- |
| 2          |             | Абдирахман Ахмед Али Туур (1931—2003) сомал. Cabdiraxmaan Axmed Cali Tuur                | 28 мая 1991     | 16 мая 1993     | Сомалийское национальное движение           | 1991   | Президент Республики Сомалиленд сомал. Madaxweynaha Jamhuuriyadda Soomaaliland | [ 7 ]       |
| 1 (II—III) |             | Мухаммед Хаджи Ибрагим Эгаль (1928—2002) англ. Mohamed Haji Ibrahim Egal                 | 16 мая 1993     | 16 мая 1997     | беспартийный                                | 1993   | Президент Республики Сомалиленд сомал. Madaxweynaha Jamhuuriyadda Soomaaliland | [ 5 ] [ 6 ] |
| 1 (II—III) | 16 мая 1997 | Мухаммед Хаджи Ибрагим Эгаль (1928—2002) англ. Mohamed Haji Ibrahim Egal                 | 3 мая 2002      | 1997            | беспартийный                                |        | Президент Республики Сомалиленд сомал. Madaxweynaha Jamhuuriyadda Soomaaliland | [ 5 ] [ 6 ] |
|            | 16 мая 1997 | Мухаммед Хаджи Ибрагим Эгаль (1928—2002) англ. Mohamed Haji Ibrahim Egal                 | 3 мая 2002      | 1997            | Объединённая народно-демократическая партия |        | Президент Республики Сомалиленд сомал. Madaxweynaha Jamhuuriyadda Soomaaliland | [ 5 ] [ 6 ] |
| 3 (I—II)   |             | Дахир Риял Кахин (1952—) сомал. Daahir Rayaale Kaahin                                    | 3 мая 2002      | 16 мая 2003     | [ комм. 5 ]                                 | [ 11 ] | Президент Республики Сомалиленд сомал. Madaxweynaha Jamhuuriyadda Soomaaliland |             |
| 3 (I—II)   | 16 мая 2003 | Дахир Риял Кахин (1952—) сомал. Daahir Rayaale Kaahin                                    | 27 июля 2010    | 2003            |                                             | [ 11 ] | Президент Республики Сомалиленд сомал. Madaxweynaha Jamhuuriyadda Soomaaliland |             |
| 4          |             | Ахмед Мухаммед Махмуд Силаньо (1938—2024) сомал. Axmed Maxamed Maxamuud Siilaanyo        | 27 июля 2010    | 14 декабря 2017 | Партия мира, единства и развития            | 2010   | Президент Республики Сомалиленд сомал. Madaxweynaha Jamhuuriyadda Soomaaliland | [ 12 ]      |
| 5          |             | Муса Бихи Абди (1948—) сомал. Muuse Bixi Cabdi                                           | 14 декабря 2017 | 12 декабря 2024 | Партия мира, единства и развития            | 2017   | Президент Республики Сомалиленд сомал. Madaxweynaha Jamhuuriyadda Soomaaliland | [ 13 ]      |
| 6          |             | Абдирахман Мухаммед Абдуллахи Ирро (1956—) сомал. Cabdiraxmaan Maxamed Cabdillaahi Cirro | 12 декабря 2024 | действующий     | Патриотическая партия Сомалиленда           | 2024   | Президент Республики Сомалиленд сомал. Madaxweynaha Jamhuuriyadda Soomaaliland | [ 14 ]      |